# Bushmaster M17S
Il Bushmaster M17S è un fucile d'assalto bullpup semiautomatico prodotto dalla Bushmaster Firearms International dal 1992 al 2005.

## Storia
Il progetto dell'M17S risale al 1986, quando la compagnia australiana Armtech Ltd. Sviluppò il prototipo come possibile fucile per l'esercito. Vennero prodotti due modelli dell'arma: il primo, con denominazione C60R, camerato per il 5,56 mm NATO, il secondo, denominato C30R, progettato per utilizzare munizioni caseless (senza bossolo). Il secondo prototipo tuttavia, sviluppato con troppa fretta, esplose durante i test e venne abbandonata l'idea di un'arma con munizioni caseless.
L'esercito australiano adottò però la versione modificata (e prodotta su licenza) dell'AUG austriaco, e il C60R venne venduto alla Edenpine PTY Ltd: il design venne migliorato, e l'arma assunse le nuove denominazioni ART-30 e SAK-30. Vennero mantenute tutte le caratteristiche principali dell'arma originale, ma vennero sostituite quelle secondarie e troppo costose. La Edenpine puntava alla vendita negli Stati Uniti e cedette la licenza per la produzione alla Bushmaster, in modo da evitare le restrizioni sull'importazione. Il fucile fu venduto come Edenpine M17S Bullpup Rifle fino al 1994.
Quando la Edenpine chiuse, nel 1994, tutti i diritti sull'arma passarono alla Bushmaster, che cambiò quindi il nome dell'arma in Bushmaster M17S. L'arma venne approvata dal BATF, che però impose l'aggiunta di una sovracanna che impedisse il montaggio del soppressore di fiamma.

## Design

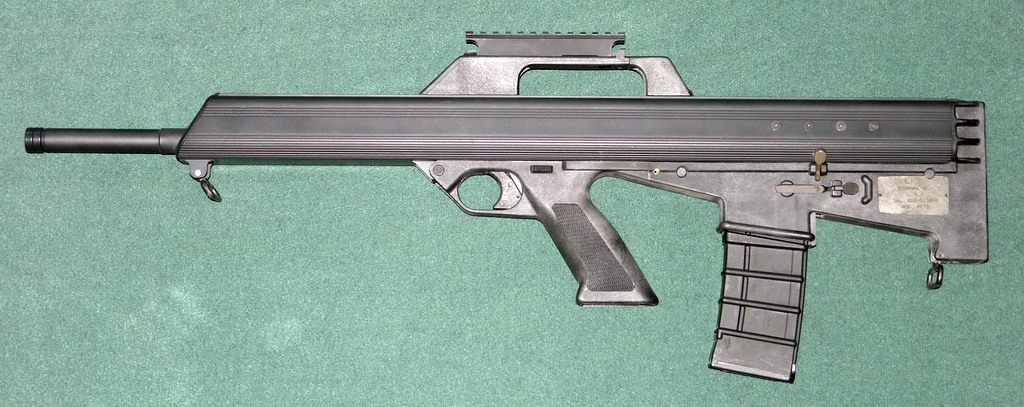
M17S – Lato sinistro dell’arma.

L’ART-30 è un fucile semiautomatico con azionamento a gas e otturatore rotante. Il design è basato sul Leader T2, con spostamento dell'impugnatura in avanti (modifica simile a quanto effettuato dagli inglesi durante lo sviluppo dell'SA-80. Il castello dell'arma è costituito tramite estrusione di alluminio 7075-T6 e funge da calcio e impugnatura allo stesso tempo. Il metodo di realizzazione, che si rivelò eccellente, venne poi copiato da altre armi, prima fra tutti lo SCAR della FN.
L'ART-30 presenta un pistone a corsa corta. Il fucile spara munizioni 5,56 × 45 mm NATO, tramite i caricatori standard degli M16. Il difetto maggiore riportato dagli utenti era la tendenza del paramano in alluminio a divenire molto caldo se in fuoco automatico si svuotavano due caricatori in rapida successione. Il difetto è proprio della versione Bushmaster dell'arma, in quanto il design originale prevedeva delle protezioni interne contro il calore.